# ギー・ド・リュクサンブール (リニー伯)
ギー・ド・リュクサンブール（Guy de Luxembourg(-Ligny)、1340年? - 1371年8月22日）は、中世フランスの貴族、軍人。サン＝ポル伯（1360年 - 1371年）、リニー伯（1364年 - 1371年）、ルシー、ボールヴォワールおよびリシュブール（Richebourg）の領主。リニー領主ジャン1世とその最初の妻アリックス・ド・ダンピエールの間の長男。

## 生涯
1354年にサン＝ポル伯ジャンの娘マオー・ド・シャティヨン（1378年没）と結婚した。1360年に妻の兄のサン＝ポル伯ギー5世が子供の無いまま死ぬと、サン＝ポル伯爵領を相続した。百年戦争ではフランス王室に忠誠を誓い、捕虜となったフランス王ジャン2世とイングランドとの間の和解に努めた。この功績が認められ、リニーの所領は1364年に伯爵領に昇格した。ブラバント公国の相続問題をめぐるフェーデが勃発すると、ギーは同族のルクセンブルク公ヴェンツェルに味方した。1371年8月22日、フェーデの最中のベスヴァイラーの戦いに参加した際、致命傷を負って間もなく死亡した。

## 子女
1354年、サン＝ポル伯ジャンの娘マオー・ド・シャティヨン（1378年没）と結婚、以下の子女をもうけた。
- ワレラン3世（1415年没） - サン＝ポル伯、リニー伯
- マリー（生没年不明） - ジャン・ド・コンデ（Jean de Condé）と結婚、ザルム伯シモンと再婚
- アンドレ（1396年没） - カンブレー司教
- ジャンヌ（1430年没） - サン＝ポル女伯、リニー女伯
- マルグリット（生没年不明） - レッチェ伯ピエール・ダンギャンと結婚、ジャン3世・ド・ウェルシャン（Jean III de Werchin）と再婚
- ピエール（1369年 - 1387年） - メス司教、枢機卿
- ジャン（1370年 - 1397年） - ブリエンヌ伯

## 引用
1. ↑  Darryl Lundy (2004年4月13日). “Ct Guy of Luxemburg, St.Pol, Roussy and Fiennes”.  thePeerage.com. 2013年1月14日閲覧。